# Gogolin
Gogolin [gɔ'gɔlin] ist eine Kleinstadt mit 6000 Einwohnern im Powiat Krapkowicki der Woiwodschaft Opole in Polen. Sie ist zugleich Sitz der Stadt- und Landgemeinde Gogolin mit etwas mehr als 12.500 Einwohnern.

## Geographie

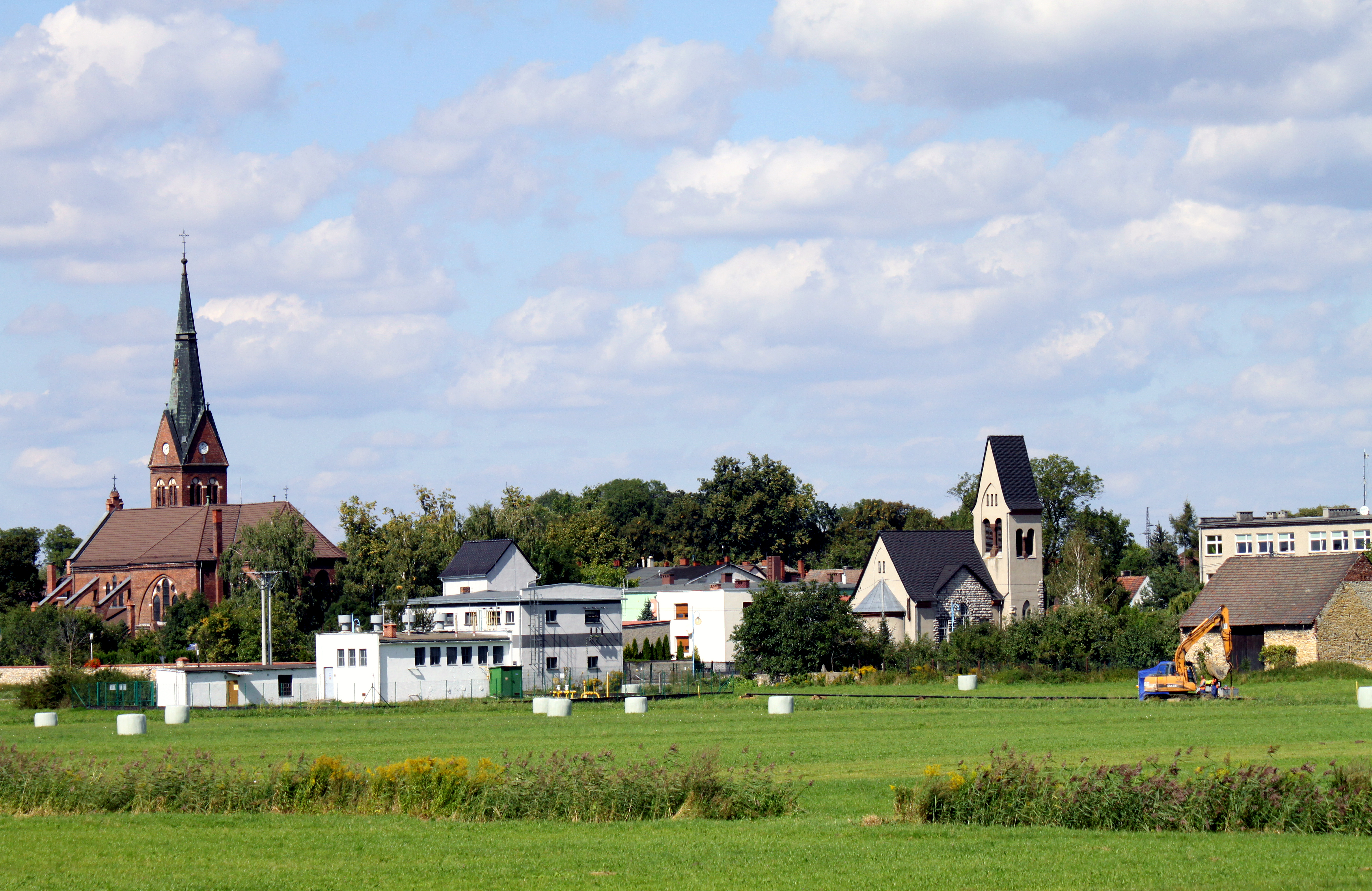
Panorama von Gogolin

Gogolin liegt in der Region Oberschlesien, einen Kilometer östlich von Krapkowice (Krappitz) und 20 Kilometer südöstlich von Opole (Oppeln) in der Nizina Śląska (Schlesische Tiefebene) innerhalb der Pradolina Wrocławska (Breslauer Urstromtal ) hin zur Chełm (Chelm). Südlich der Stadt fließt die Oder. Nördlich von Gogolin liegen weitläufige Waldgebiete.

### Stadtteile
- Bagno
- Cło
- Filownia
- Karłubiec (Karlubitz)
- Kocina
- Leopold
- Maszyny
- Podbór
- Strzebniów (Strebinow)
- Wajchy
- Wygoda

Nachbarorte von Gogolin sind im Nordosten Oderwanz (Odrowąż), im Osten Dombrowka (Dąbrówka), im Süden Oberwitz (Obrowiec) und im Südwesten der Krapkowicer Stadtteil Otmęt (Ottmuth).

## Geschichte

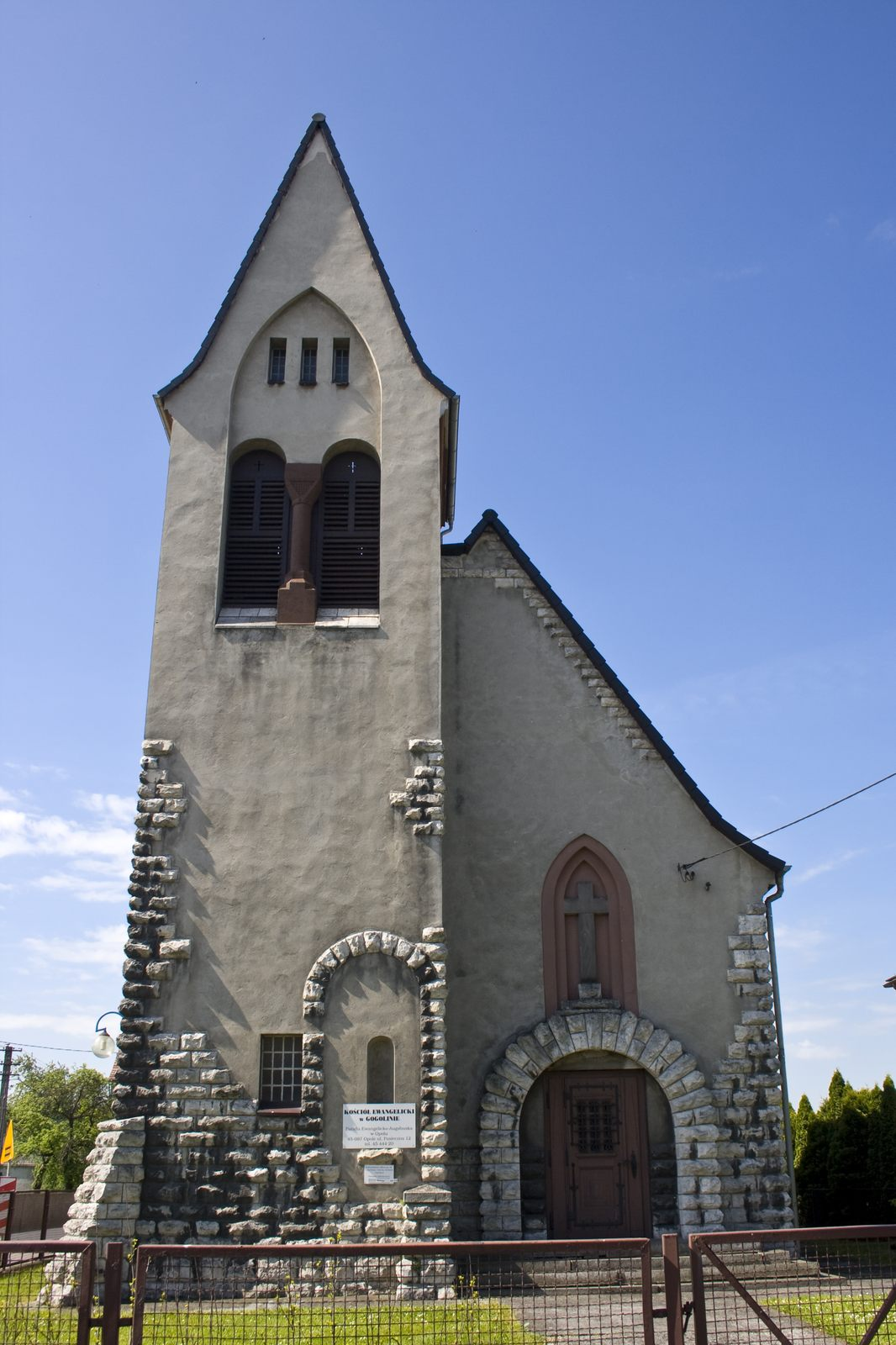
Evangelische Kirche

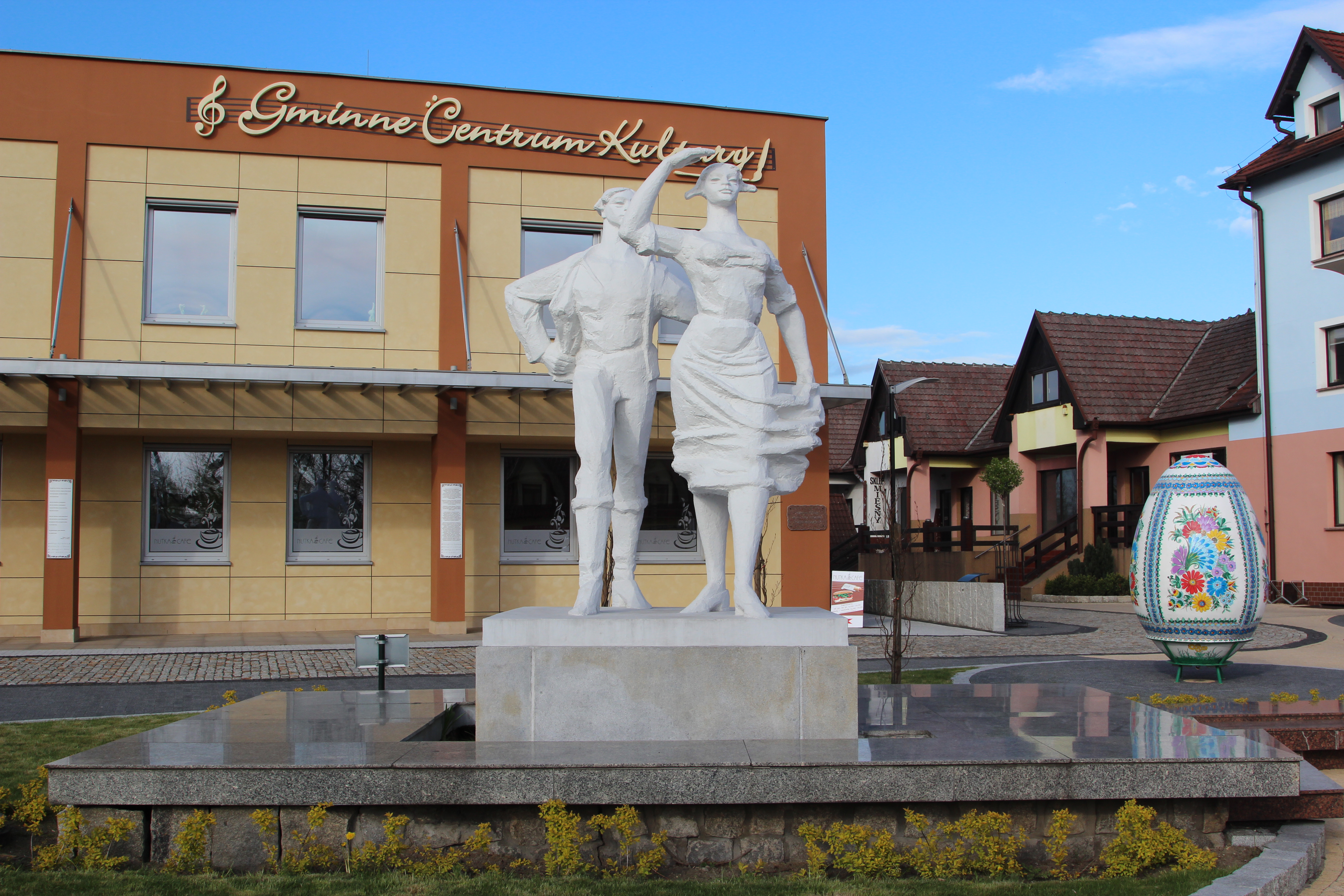
Karolinka- und Karlik-Denkmal

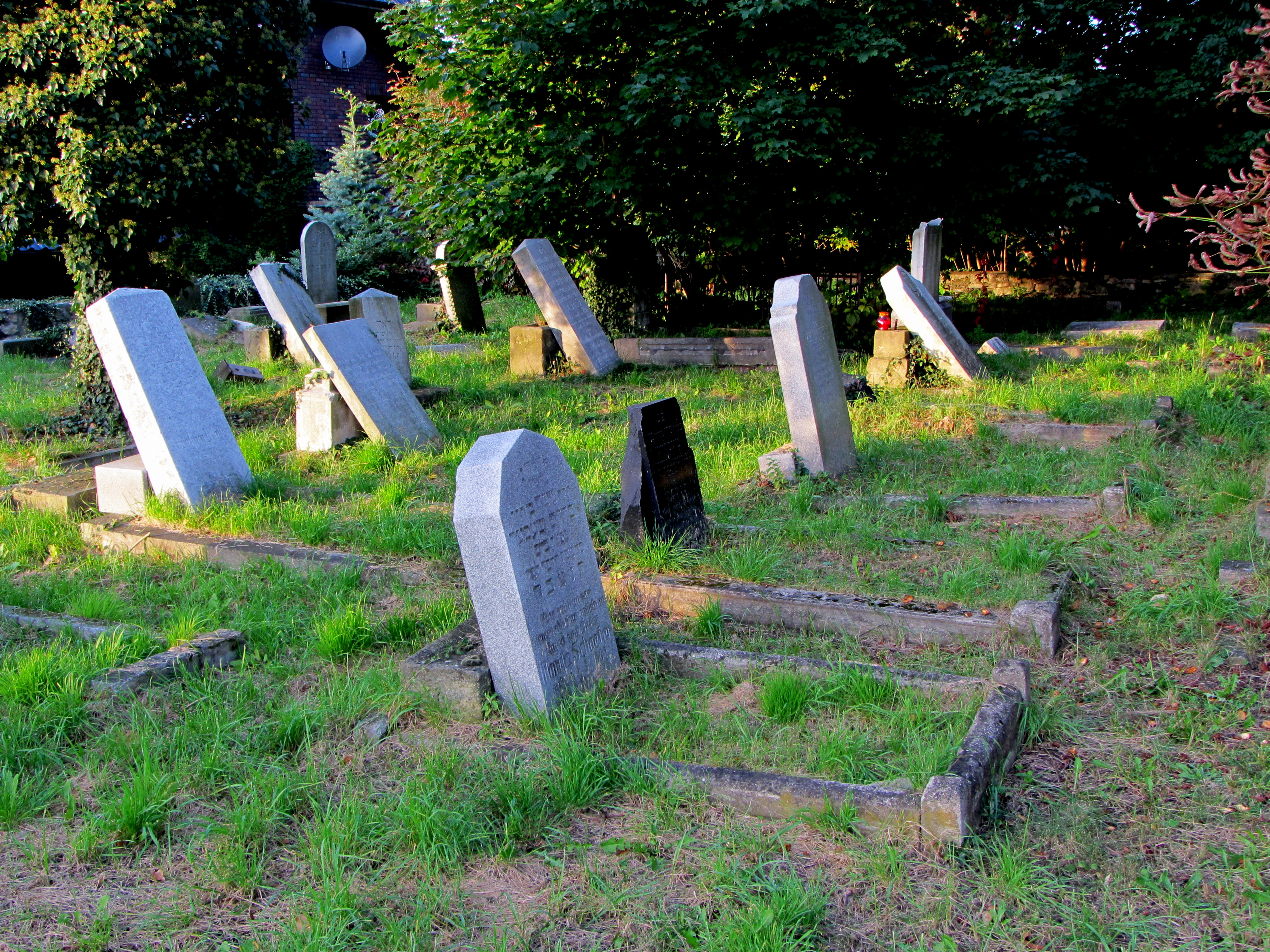
Jüdischer Friedhof

Gogolin wurde erstmals 1223 als Gogolino urkundlich erwähnt. 1471 erfolgte eine Erwähnung als Gogolny.
Nach dem Ersten Schlesischen Krieg 1742 fiel Gogolin mit dem größten Teil Schlesiens an Preußen. Der Ort wurde 1783 im Buch Beyträge zur Beschreibung von Schlesien als Gogolin erwähnt, gehörte einem Grafen von Gaschin und lag im Kreis Groß Strehlitz des Fürstentums Oppeln. Damals hatte er 312 Einwohner, ein Vorwerk, zwei Wassermühlen, 31 Bauern und 29 Gärtner.
Bis zur Industriellen Revolution im 19. Jahrhundert war Gogolin eine kleine landwirtschaftliche Siedlung. Nach der Neuorganisation der Provinz Schlesien gehörte die Landgemeinde Gogolin ab 1816 zum Landkreis Groß Strehlitz im Regierungsbezirk Oppeln. 1845 bestanden im Ort eine katholische Schule, drei Vorwerke, eine Wassermühle, ein Sägewerk, ein Wirtshaus, zwei Kalksteinbrüche, ein Kalkofen und 95 Häuser. Im gleichen Jahr lebten in Gogolin 796 Menschen, davon fünf evangelisch. Mit dem Bau einer Eisenbahnstrecke von Breslau ins Oberschlesische Industriegebiet wurde die Expansion einer bereits zuvor gegründeten Kalkbrennerei ermöglicht, der später zahlreiche Ring-Kalköfen angehörten. Die Kalk- und Zementvorkommen Gogolins waren bedeutend. Auch das Bierbrauhandwerk entwickelte sich in Gogolin. 1861 zählte Gogolin 1533 Einwohner, 23 Bauern, 37 Gärtner und 66 Häusler sowie eine katholische Schule. 1874 wurde der Amtsbezirk Gogolin  gegründet, welcher die Landgemeinden Dombrowka, Gogolin, Goradze und Sacrau und die Gutsbezirke Dombrowka, Gogolin Vorwerk, Goradze Vorwerk und Oberhof umfasste.
Im Jahre 1905 wurde ein Gaswerk errichtet und eine Straßenbeleuchtung aufgebaut. Nach dem Ersten Weltkrieg erlangte Gogolin auch Bekanntheit als Handelsort für Schrauben und Wein, weshalb hier auch Winzerfeste bis Ende des Zweiten Weltkriegs veranstaltet wurden. Von 1899 bis 1901 wurde die katholische Herz-Jesu-Kirche errichtet, die zunächst Filiale des alten Pfarrortes Ottmuth und später eigenständige Parochie wurde. Im Jahre 1908 folgte der Bau der evangelischen Kirche. Bei der Volksabstimmung in Oberschlesien, die besonders in Gogolin und Umgebung von blutigen Aufständen begleitet wurde, wurden in Gogolin 1262 Stimmen (56,9 %) für den Verbleib bei Deutschland abgegeben, 955 Stimmen waren für den Anschluss an Polen. Folglich verblieb das Dorf in der Weimarer Republik.
1930 wurde das Rathaus im Heimatschutzstil errichtet. Von den großangelegten Ortsumbenennungen der Nationalsozialisten blieb Gogolin verschont, auch wenn der Ortsname slawischen Ursprungs ist.
Nach den Beschlüssen des Potsdamer Abkommens vom 2. August 1945 wurde Gogolin mit dem Gebiet östlich der Oder-Neiße-Linie unter polnische Verwaltung gestellt. 1958 wurden Strzebniów und Karłubiec eingemeindet. Das Stadtrecht erhielt Gogolin im Jahre 1967.
Laut der letzten Volkszählung in Polen von 2002 gehören 17,0 % der Gemeindebevölkerung der deutschen Minderheit an, weitere 8,6 % bezeichneten sich als Schlesier und 1952 Personen (15,8 %) machten keine Angaben zu ihrer Nationalität. Am 30. April 2010 wurden in der Gemeinde zusätzlich amtliche deutsche Ortsnamen eingeführt.

### Einwohnerentwicklung
Die Einwohnerzahlen von Gogolin (inkl. Gutsbezirk):
| Jahr | Einwohner |
| ---- | --------- |
| 1783 | 312       |
| 1830 | 515       |
| 1844 | 790       |
| 1855 | 1362      |
| 1861 | 1533      |
| 1885 | 2789      |
| 1900 | 3218      |

| Jahr | Einwohner |
| ---- | --------- |
| 1910 | 3280      |
| 1933 | 4132      |
| 1939 | 5073      |
| 1980 | 6000      |
| 1995 | 6635      |
| 2000 | 6383      |
| 2005 | 6045      |

## Sehenswürdigkeiten

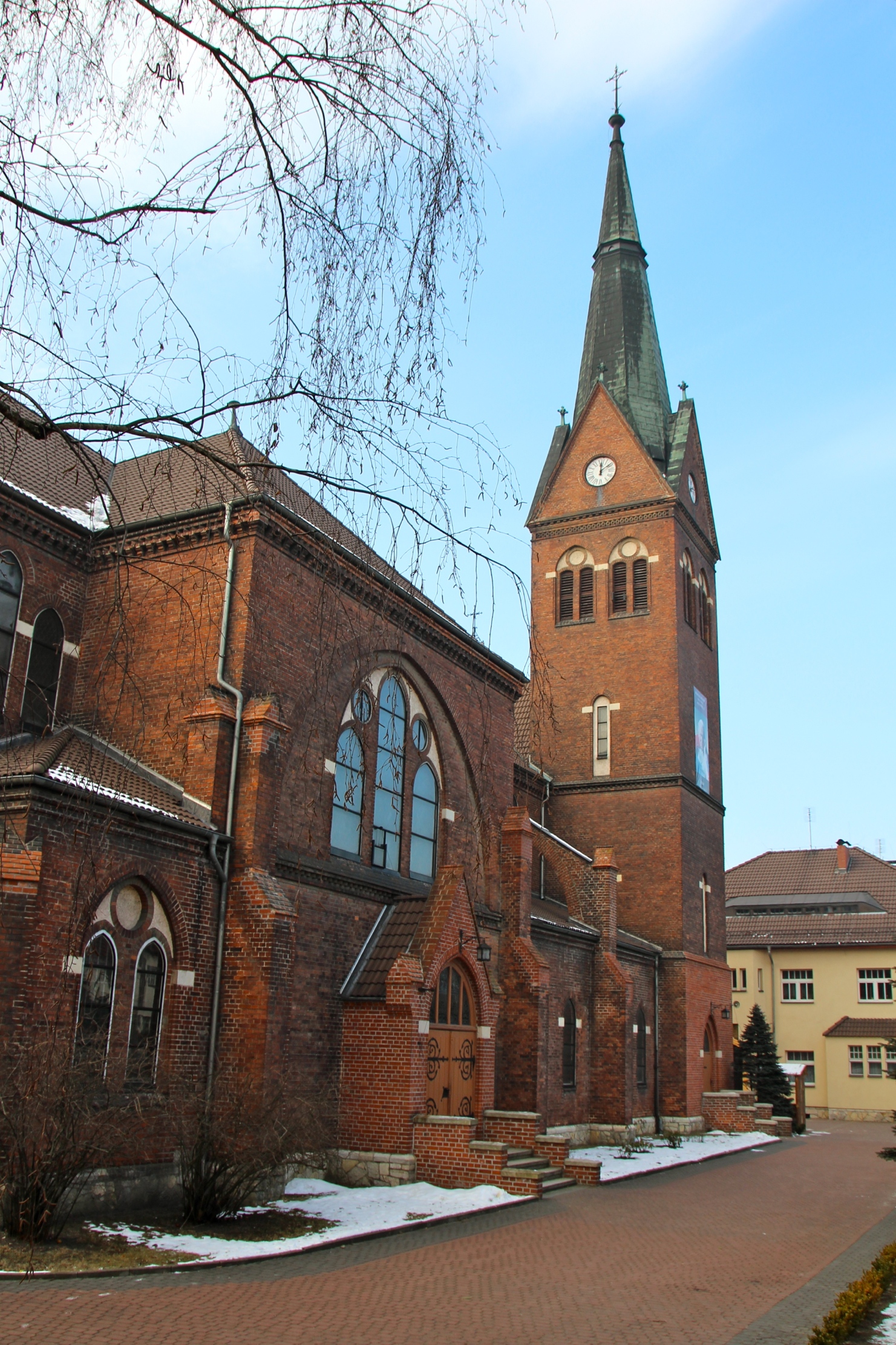
Herz-Jesu-Kirche

- Herz-Jesu-Kirche, erbaut 1899–1901
- Evangelische Kirche, erbaut 1908
- Karolinka-und-Karlik-Denkmal
- Markthalle an der ul. Krapkowicka
- Jüdischer Friedhof an der ul. Wyzwolenia, 1862 angelegt

## Verkehr

### Eisenbahn
Im Bahnhof Gogolin an der Bahnstrecke Kędzierzyn-Koźle–Opole zweigte früher die Neustadt-Gogoliner Eisenbahn ab.

### Straßen
Durch Gogolin verläuft die Autobahn 4. Weiterhin verlaufen mehrere Woiwodschaftsstraßen durch den Ort, darunter die DW 409, DW 423 und DW 424.

## Gemeinde

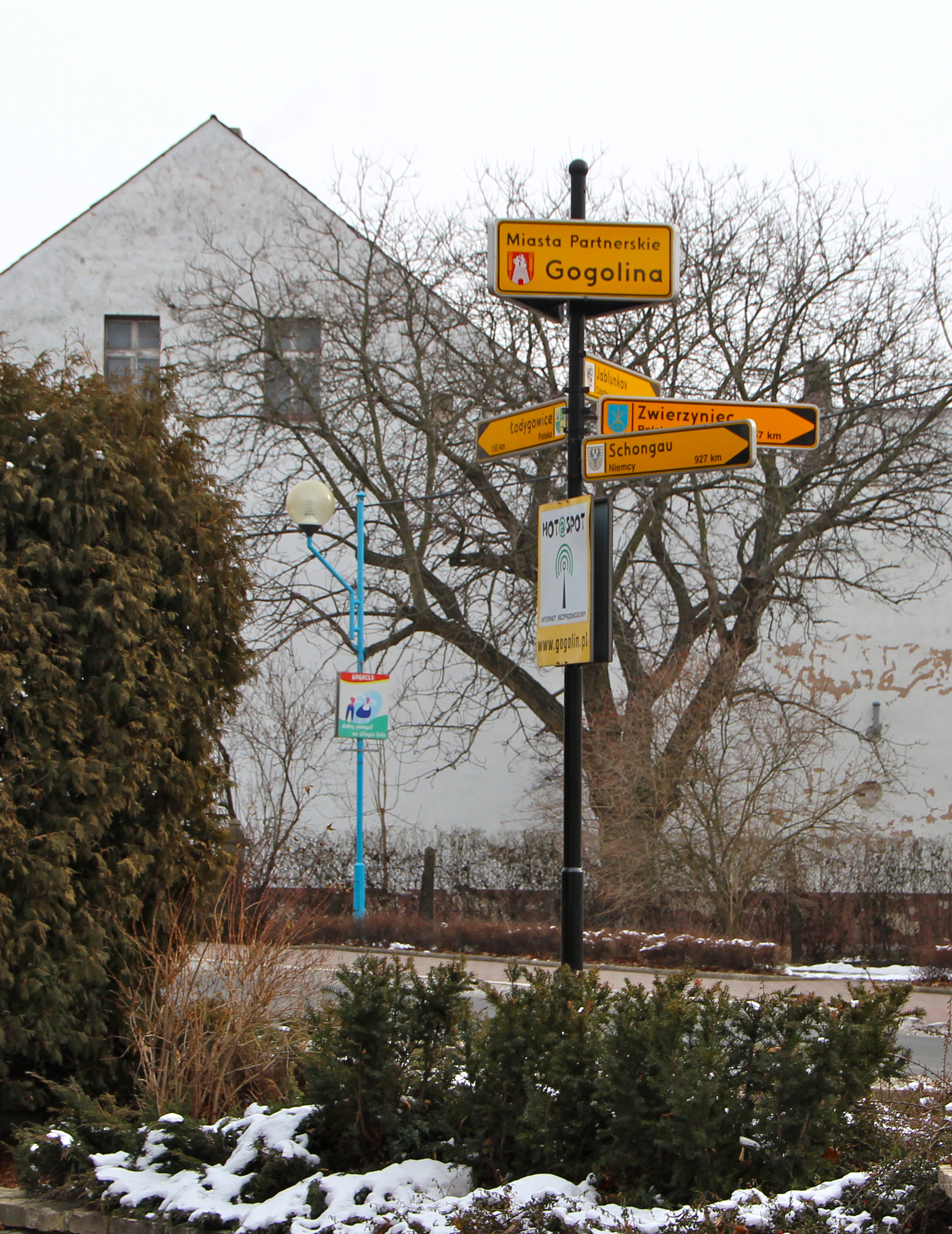
Wegweiser zu den Partnerstädten in Gogolin

Die Stadt-und-Land-Gemeinde (gmina miejsko-wiejska) Gogolin umfasst eine Fläche von 100,5 km² gliedert sich in die Stadt und eine Reihe von Dörfern.

### Städte- und Gemeindepartnerschaften
- Schongau (Deutschland)
- Jablunkov (Tschechien)
- Łodygowice (Polen)

## Karolinka-Lied
Gogolin ist heute in Polen als Karolinka-Stadt bekannt. In dem schlesischen Volkslied Poszła Karolinka do Gogolina, geht es um Karolinka, die in Gogolin ihr Lebensglück finden will. Ihr bisheriger Freund Karlik versucht vergeblich, sie zur Rückkehr zu bewegen.

## Persönlichkeiten

### Söhne und Töchter der Stadt
- Paul Tkotsch (1895–1963), katholischer Weihbischof im Bistum Berlin
- Johannes Wotschke (1899–1988), deutscher Ingenieur
- Klaus Sojka (1926–2009), deutscher Jurist und Politiker der DVU
- Werner Chory (1932–1991), deutscher Verwaltungsjurist
- Christian Werner (* 1943), katholischer Militärordinarius von Österreich, Titularbischof
- Henryk Kroll (* 1949), Abgeordneter des Sejm der deutschen Minderheit

### Persönlichkeiten, die vor Ort gewirkt haben
- Theodor Wotschke (1871–1939), deutscher Historiker, Philosoph, evangelischer Theologe und Lehrer, zeitweise Hilfspfarrer in Gogolin
- Julian Prerauer  (1848–1934), deutscher Industrieller, Besitzer der Kalkbrennerei in Gogolin